# Acfred Ier
Pour les articles homonymes, voir Acfred.
Acfred Ier de Carcassonne (? - 906) fut comte de Carcassonne et de Razès (879-906).

## Biographie
D'abord comte de Razès, il préside en 873, en compagnie de son frère Olibia II de Carcassonne et de ses "cousins" Guifred le Velu, comte de Barcelone, et Miron Ier le Vieux, comte de Cerdagne, à la consécration de l'église Sainte-Nativité-Notre-Dame de Formiguères, en Capcir, alors dans le comté de Razès. Il succède en 879 à son frère Olibia II au comté de Carcassonne.

## Famille
Il est marié à Adelinda, fille de Bernard Plantevelue. Ensemble, ils ont Guillaume II, duc d'Aquitaine.